# Frankfurter Singakademie
Die Frankfurter Singakademie ist ein Laienchor aus Frankfurt am Main mit zurzeit ca. 120 aktiven Mitgliedern. Er steht unter der Leitung von Jan Hoffmann und verfügt über ein umfangreiches Repertoire mit dem Schwerpunkt der romantischen Chorliteratur. Der Chor spielt eine bedeutende Rolle im Frankfurter Kulturleben und singt regelmäßig in Konzerten mit dem Frankfurter Museumsorchester und anderen namhaften Orchestern. Darüber hinaus tritt er im In- und Ausland in Konzerten mit internationalen Orchestern und unter der Leitung renommierter Gastdirigenten auf.

## Geschichte
Gegründet wurde der Chor 1922 von Fritz Gambke mit der Zielsetzung, die Kultur des Chorgesangs mit neuem Geist zu beleben. In den ersten Jahren ihres Bestehens wurde die Frankfurter Singakademie bereits von Gastdirigenten wie Erich Kleiber, Hans Rosbaud, Richard Strauss und Igor Strawinsky dirigiert. 
Ab 1946 etablierte sich der Chor unter der Leitung von Ljubomir Romansky als einer der führenden Konzertchöre Deutschlands. Nachdem die Frankfurter Singakademie 1937 bei der Uraufführung von Carl Orffs Carmina Burana mitgewirkt hatte, führte sie in Anwesenheit des Komponisten zu dessen 75. Geburtstag seine Trionfi in Frankfurt, Berlin und Salzburg auf. In dieser Zeit sang der Chor unter Gastdirigenten wie Karl Böhm, Carl Schuricht und Erich Leinsdorf. 
Von 1985 bis 1999 war Karl Rarichs Chordirektor der Frankfurter Singakademie. In seiner Ära musizierte der Chor unter Gastdirigenten wie z. B. Vladimir Ashkenazy, Sylvain Cambreling, Paolo Carignani, Christoph von Dohnányi, Christoph Eschenbach, Michael Gielen, Lorin Maazel, Zubin Mehta, Yehudi Menuhin, Michel Plasson und Marcello Viotti. Die Singakademie trat mit internationalen Orchestern auf, darunter dem Israel Philharmonic Orchestra, dem London Philharmonic Orchestra, den Moskauer Philharmonikern, dem Orchestre de Paris, dem Pittsburgh Symphony Orchestra, den Radiosinfonieorchestern Berlin und Hamburg sowie den Bamberger Symphonikern. Hatte der Chor in den Jahren zuvor schon regelmäßig außerhalb Frankfurts gastiert, so steigerte sich jetzt die Zahl der Aufführungen im In- und Ausland  beträchtlich. Der Chor erhielt Einladungen nach Belgien, Frankreich, Holland, Israel, Italien, Luxemburg, Österreich, Polen, Spanien, der Schweiz und der Türkei. Die Frankfurter Singakademie hat in dieser Zeit auch mehrere Werke für die Schallplatte eingespielt. Karl Rarichs erhielt den Binding-Kulturpreis 2004 für sein Lebenswerk und sein Verdienst, junge Menschen an die klassische Musik heranzuführen und zu begeistern. 
Ende 1999 trat Karl Rarichs von der künstlerischen Leitung des Chores zurück. Für seine Verdienste wurde er zum Ehrendirigenten der Frankfurter Singakademie auf Lebenszeit ernannt. 
Zu seiner Nachfolgerin wählte der Chor im August 2000 Linda Horowitz, Dozentin für Chorleitung und Dirigieren an der Akademie für Tonkunst in Darmstadt. Unter ihrer Leitung fand die europäische Erstaufführung der Caribbean Mass von Glenn McClure unter Mitwirkung des Komponisten statt. 2003 reiste die Frankfurter Singakademie auf Einladung des Goethe-Institutes nach Vietnam und gab dort mehrere Konzerte mit den Carmina Burana (vietnamesische Erstaufführung) und den Liebesliederwalzern von Brahms. Nach fünf Jahren schied Linda Horowitz aus dem Amt der Chordirektorin aus. 
Im November 2005 wählte der Chor Paulus Christmann zu seinem Chordirektor. Christmann etablierte neben dem Gesamtchor einen Kammerchor, der es der Singakademie ermöglichen sollte, den unterschiedlichen musikalischen Anforderungen verschiedener Stilrichtungen in jeweils optimierter Besetzung zu entsprechen. Paulus Christmann ist am 31. Januar 2014 plötzlich und unerwartet verstorben.
Im Mai 2014 übernahm Mathias Breitschaft die künstlerische Leitung der Frankfurter Singakademie, ihm folgte zum 1. Juli 2015 Jan Hoffmann nach. Die Proben finden im Haus der Chöre im Frankfurter Stadtteil Dornbusch statt.
2000 wurde die Singakademie mit dem Binding-Kulturpreis ausgezeichnet.